# Boston Society of Film Critics Awards 2012
La 33ª edizione dei Boston Society of Film Critics Awards si è svolta il 9 dicembre 2012.

## Premi

### Miglior film
- Zero Dark Thirty, regia di Kathryn Bigelow
  - 2º classificato: Amour, regia di Michael Haneke e Moonrise Kingdom - Una fuga d'amore (Moonrise Kingdom), regia di Wes Anderson (ex aequo)

### Miglior attore
- Daniel Day-Lewis - Lincoln
  - 2º classificato: Denis Lavant - Holy Motors

### Migliore attrice
- Emmanuelle Riva - Amour
  - 2º classificato: Deanie Ip - A Simple Life (桃姐)

### Miglior attore non protagonista
- Ezra Miller - Noi siamo infinito (The Perks of Being a Wallflower)
  - 2º classificato: Christoph Waltz - Django Unchained

### Migliore attrice non protagonista
- Sally Field - Lincoln
  - 2º classificato: Emma Watson - Noi siamo infinito (The Perks of Being a Wallflower)

### Miglior regista
- Kathryn Bigelow - Zero Dark Thirty
  - 2º classificato: Paul Thomas Anderson - The Master

### Migliore sceneggiatura
- Tony Kushner - Lincoln
  - 2º classificato: Wes Anderson e Roman Coppola - Moonrise Kingdom - Una fuga d'amore (Moonrise Kingdom)

### Miglior fotografia
- Mihai Mălaimare Jr. - The Master
  - 2º classificato: Robert Yeoman - Moonrise Kingdom - Una fuga d'amore (Moonrise Kingdom) e Claudio Miranda - Vita di Pi (Life of Pi) (ex aequo)

### Miglior montaggio
- William Goldenberg e Dylan Tichenor - Zero Dark Thirty
  - 2º classificato: William Goldenberg - Argo

### Migliori musiche
- Moonrise Kingdom - Una fuga d'amore (Moonrise Kingdom)
  - 2º classificato: Django Unchained

### Miglior documentario
- How to Survive a Plague, regia di David France
  - 2º classificato: The Queen of Versailles, regia di Lauren Greenfield

### Miglior film in lingua straniera
- Amour, regia di Michael Haneke  ·  Austria/ Francia/ Germania
  - 2º classificato: Holy Motors, regia di Leos Carax  ·  Francia/ Germania

### Miglior film d'animazione
- Frankenweenie, regia di Tim Burton
  - 2º classificato: ParaNorman, regia di Sam Fell e Chris Butler

### Miglior regista esordiente
- David France - How to Survive a Plague
  - 2º classificato: Benh Zeitlin - Re della terra selvaggia (Beasts of the Southern Wild)

### Miglior cast
- 7 psicopatici (Seven Psychopaths)
  - 2º classificato: Moonrise Kingdom - Una fuga d'amore (Moonrise Kingdom)